# Вернер Штіхлінг
Вернер Штіхлінг (нім. Werner Stichling; 26 листопада 1895, Гота — 29 грудня 1982, Фрайбург) — німецький військово-морський діяч, контр-адмірал крігсмаріне.

## Біографія
1 квітня 1914 поступив у ВМФ кадетом. Пройшов підготовку на борту важкого крейсера «Вікторія Луїза». Служив на важкому крейсері «Дерффінгер» (вересень 1914 — серпень 1915), легкого крейсера «Франкфурт» (серпень 1915 — вересень 1918). Закінчив курс училища підводного плавання (1919) і після демобілізації армії залишений на флоті.
З 15 лютого 1925 року — вахтовий офіцер на лінійному кораблі «Гессен», з 24 вересня 1926 року — командир роти 5-го дивізіону морської артилерії. 28 вересня 1927 року переведений в розпорядження Морського керівництва і закінчив Вище технічне училище в Берліні-Шарлоттенбурзі (1928). З 24 вересня 1928 року — інструктор училища корабельної артилерії, з 28 вересня 1932 року — артилерійський офіцер на крейсері «Кельн». 29 вересня 1934 року направлений в Управління озброєнь Морського керівництва (з 1935 року — ОКМ), займався питаннями артилерійських озброєнь. З 7 листопада 1938 року — командир 6-го дивізіону морської артилерії, з 26 серпня 1939 року — комендант району Боркум.
Після початку Французької кампанії був відправлений на фронт і 20 травня 1940 року призначений начальником морських оборонних споруд Бельгії і командиром 22-го морського артилерійського полку. З 22 червня 1940 року йому підпорядковані всі оборонні споруди на узбережжі Нормандії. 27 липня 1940 року очолив штаб командувача ВМС в Північній Франції.
1 грудня 1940 року призначений командиром крейсера «Лейпциг», з яким діяв на Балтиці. Одночасно з 1 лютого 1941 по 10 квітня 1942 року виконував обов'язки командира навчального з'єднання чинного флоту. 18 вересня 1942 року призначений начальником морських оборонних споруд на Полярному узбережжі Норвегії. З 15 листопада 1943 року — командувач береговою обороною в Західній Балтиці, одночасно з 15 листопада 1943 по 18 квітня 1945 року — командир 1-ї морської зенітної бригади. З 25 листопада 1944 року — начальник морських оборонних споруд в Шлезвіг-Гольштейні і Мекленбурзі. 2 травня 1945 року переведений в розпорядження начальника Вищого військово-морського командування «Остзе». 8 травня 1945 року взятий в полон союзниками. 24 лютого 1948 року звільнений.

## Нагороди
- Залізний хрест
  - 2-го класу (1 липня 1916)
  - 1-го класу (8 січня 1918)
- Сілезький Орел 2-го ступеня
- Почесний хрест ветерана війни з мечами (30 листопада 1934)
- Медаль «За вислугу років у Вермахті»
  - 4-го, 3-го і 2-го класу (18 років; 2 жовтня 1936) — отримав 3 нагороди одночасно.
  - 1-го класу (25 років; 1 квітня 1939)
- Застібка до Залізного хреста
  - 2-го класу (23 грудня 1939
  - 1-го класу
- Хрест Воєнних заслуг 2-го класу з мечами (24 жовтня 1943)
- Нагрудний знак морської артилерії
- Орден Хреста Свободи 1-го класу з мечами (Фінляндія; 15 квітня 1944)